# 마이클 부블레
마이클 스티븐 부블레(이탈리아어: Michael Steven Bublé, 1975년 9월 9일 ~ )는 캐나다의 가수이자 배우이다. 부블리는 전 세계적으로 7,500만 장이 넘는 음반을 판매했으며 그래미상 5회와 주노상 15회 등 수많은 상을 수상했다.

## 발표 음반

### 스튜디오 앨범
- Michael Bublé (2003년)
- It's Time (2005년)
- Call Me Irresponsible (2007년)
- Crazy Love (2009년)
- Crazy Love (Hollywood Edition) (2010년)
- Christmas (2011년)
- To Be Loved (2013년)
- Nobody But Me (2016년)
- Love (2018년)